# 岡本螢
岡本 螢（おかもと ほたる、女性、1956年 - ）は、劇作家、脚本家、漫画原作者、作家。東京都中央区日本橋出身。なお、岡本蛍という表記は誤りである。

## 略歴
日本大学藝術学部演劇学科卒業。1975年、19歳の時に「半変化束恋道中」でテアトル・エコー創作戯曲募集入選。
江戸を舞台としたミュージカル作品を発表し劇作家として活躍。その後はテレビ・ラジオドラマの原作脚色にも携わる。
1992年、映画化された代表作『おもひでぽろぽろ』で日本アカデミー賞特別賞受賞。
読売演劇大賞の選考委員を務めた。

## 主な作品

### 演劇
- 江戸風味四葉彩
- 半変化束恋道行
- 星逢井戸命洗濯
- 甚助無用鰯烹鍋
- 夏宵漫百鬼夜行
- 鯵さん鱚さん猫飼好五十三疋
- 心中一緒夢
- 烏賊ホテル
- 妻への詫び状
- 枝豆のこいびと
- 匿名シネマ
- さくら
- 明日の子供
- かなりや、かなりや
- 春はどこから－ジョアンナ
- 分流のおんな
- ローズ・ガーデン（原作：高平哲郎）

### テレビ
- 女房は超能力－銭形平次捕物異聞
- コメディーお江戸でござる（NHK総合）

### ラジオ
- マージナル（原作：萩尾望都）
- イルカに会える日
- きつねのチャランケ
- しゃべれどもしゃべれども
- にぎやかな悪霊たち
- ふたりの部屋
- 羊が百匹2 愛される余裕
- 夢にも思わない （原作：宮部みゆき）
- 今夜は眠れない（原作：宮部みゆき）
- 絶句（脚色担当、原作：新井素子）
- 二分割幽霊綺譚（原作：新井素子）
- ひとめあなたに…（原作：新井素子）

### その他
- おもひでぽろぽろ（漫画：刀根夕子） - 原作
- いつか猫になる日まで（原作：新井素子） - ラジオドラマ脚本[1]
- Papa told me（原作：榛野なな恵）
- 愛してローマ夜想曲（原作：藤本ひとみ）
- 不思議の国のアリス
- 炎の蜃気楼　まほろばの龍神（原作：桑原水菜）
- 炎の蜃気楼　最愛のあなたへ（原作：桑原水菜）

## 著書
- 江戸風味四葉彩 岡本蛍作品集 新水社 1985.10
- やったじゃない! マイフレンド（絵：安藤由紀）ポプラ社、1989
- タエ子ちゃんといっしょ　おもひでぽろぽろ読本（漫画：刀根夕子）徳間書店、1991
- よそのねこ（絵：くじらいいく子）徳間書店アニメージュ文庫、1991

## 関連人物
- 杉浦日向子
- 篠崎秀樹
- 永井寛孝
- 松井今朝子